# Semi-parlant
En lingüística, un semi-parlant és un parlant d'una llengua amenaçada que té competència lingüística parcial en la llengua. Generalment els semi-parlants no usen regularment la llengua amenaçada en la conversa, sovint el seu discurs conté modificacions considerades "errors" pels parlants nadius. Els semi-parlants es troben sovint entre els participants motivats més involucrats en els projectes de revitalització de la llengua.
Com a llengua es torna obsoleta i la comunitat lingüística es desplaça a altres idiomes la parlen amb menys freqüència i en menor nombre de dominis socials. Per aquesta raó, molts oradors aprenen l'idioma parcialment i sovint en una forma simplificada, amb gran influència de la llengua majoritària. Aquests parlants són coneguts a vegades com a "semi-parlants", "quasi-parlants" o "recordadors". El terme semi-parlant va ser introduït per la lingüista Nancy Dorian en la descripció dels darrers parlants del dialecte de l'est de Sutherland del gaèlic escocès.
Quan els semi-parlants formen una part important de la comunitat de parla sovint esdevé la contracció de la llengua, ja que les normes lingüístiques s'acomoden a les competències dels parlants.